# John Maes
Jean (John) Albert François Marie Maes (Chertsey, 26 januari 1917 - Elsene, 24 november 2000) was een Belgisch senator.

## Levensloop
John-Albert was een van de zes kinderen van volksvertegenwoordiger Jean Maes. Hij werd in Engeland geboren, waar de familie tijdens de Eerste Wereldoorlog naartoe gevlucht was.
Rondom 1940 promoveerde hij tot doctor in de rechten en licentiaat in het notariaat. Hij vestigde zich als advocaat in Brussel. Uit zijn huwelijk had hij een zoon en een dochter, Claude en Martine. Een kleindochter is DéFI-politica Sophie Rohonyi.
Specialist in fiscale en financiële aangelegenheden, werd hij in 1968 voor de PSC verkozen tot rechtstreeks gekozen senator in het arrondissement Brussel. Hij werd in de Senaat voorzitter van de Commissie voor Financiën. Toen hij bij de verkiezingen van 1971 niet herkozen werd, was hij van 1971 tot 1974 gecoöpteerd senator.

## Publicaties
- (samen met Jacques Ghysbrecht,) Le code de la taxe sur la valeur ajoutée et ses arrêtés d'exécution, Brussel, 1970.
- Les grandes lignes de la taxe sur la valeur ajoutée, in: La Revue fiscale, 1970.